# Bozvīshk
Bozvīshk (persiska: بزویشک) är en ort i Iran.   Den ligger i provinsen Khorasan, i den nordöstra delen av landet, 700 km öster om huvudstaden Teheran. Bozvīshk ligger 1 708 meter över havet och antalet invånare är 461.
Terrängen runt Bozvīshk är kuperad, och sluttar österut.Runt Bozvīshk är det ganska tätbefolkat, med 185 invånare per kvadratkilometer. Närmaste större samhälle är Molkābād, 16,7 km sydost om Bozvīshk. Trakten runt Bozvīshk består i huvudsak av gräsmarker.